# Verwaltungsgemeinschaft Weiding
Die Verwaltungsgemeinschaft Weiding liegt im Oberpfälzer Landkreis Cham und wird von folgenden Gemeinden gebildet:
1. Gleißenberg, 860 Einwohner, 15,38 km²
2. Weiding, 2483 Einwohner, 28,16 km²

Sitz der Verwaltungsgemeinschaft ist Weiding.
Das ursprünglich dritte Mitglied, die Gemeinde Arnschwang, wurde mit Wirkung ab 1. Januar 1986 entlassen und ist seither eine Einheitsgemeinde.